# Bắn súng tại Đại hội Thể thao Đông Nam Á 1983
Bắn súng tại Đại hội Thể thao Đông Nam Á năm 1983 được tổ chức tại Mount Vernon Shooting Club, Singapore từ ngày 29 tháng 5 đến ngày 5 tháng 6 năm 1983. Quy tụ các xạ thủ hàng đầu khu vực tranh tài ở nhiều nội dung thuộc ba nhóm chính: súng ngắn, súng trường và bắn đĩa. Các nội dung được chia thành thi đấu cá nhân và đồng đội, dành cho cả nam và nữ. Có tổng cộng 23 nội dung tranh huy chương, trong đó 19 nội dung của nam và 4 nội dung của nữ.
Đoàn Thái Lan thể hiện sự thống trị áp đảo khi giành đến 16 tấm huy chương vàng, đứng vị trí nhất toàn đoàn môn bắn súng. Xếp thứ hai là đoàn Malaysia với 3 huy chương vàng.

## Tóm tắt kết quả

### Nam
| Nội dung                              | Vàng                    | Vàng          | Bạc               | Bạc   | Đồng                | Đồng  |
| ------------------------------------- | ----------------------- | ------------- | ----------------- | ----- | ------------------- | ----- |
| Súng trường hơi 10 mét cá nhân        | Tanin Thaisinlp         | 573 pts (rec) | Andi Hendrata     | 566   | Danilo Flores       | 558   |
| Súng trường hơi 10 mét đồng đội       | Thái Lan                | 2.263 pts     | Indonesia         | 2.208 | Philippines         | 2.179 |
|                                       |                         |               |                   |       |                     |       |
| Súng ngắn hơi 10 mét cá nhân          | Sabiahmad Abdullah Ahad | 571 pts       | K. Hantrakool     | 566   | Art Macapagal       | 558   |
| Súng ngắn hơi 10 mét đồng đội         | Thái Lan                | 2.233 pts     | Indonesia         | 2.188 | Philippines         | 2.170 |
|                                       |                         |               |                   |       |                     |       |
| Súng ngắn đạn tâm 25 mét cá nhân      | Charden Pinchinda       | 575 pts       | Nathaniel Padilla | 570   | Philip Goh          | 568   |
| Súng ngắn đạn tâm 25 mét đồng đội     | Thái Lan                | 2.287 pts     | Philippines       | 2.239 | Singapore           | 2.220 |
|                                       |                         |               |                   |       |                     |       |
| Súng ngắn tự do 50 mét cá nhân        | Sabiahmad Abdullah Ahad | 546 pts (rec) | Samak Chainares   | 537   | Boy Riswanto        | 531   |
| Súng ngắn tự do 50 mét đồng đội       | Thái Lan                | 2.129 pts     | Malaysia          | 2.075 | Indonesia           | 2.071 |
|                                       |                         |               |                   |       |                     |       |
| Súng ngắn tiêu chuẩn 25 mét cá nhân   | Opas Ruengpanyawut      | 560 pts (rec) | Nathaniel Padilla | 542   | Kweek See Siong     | 535   |
| Súng ngắn tiêu chuẩn 50 mét đồng đội  | Chakrapan Theinthong    | 572 pts (rec) | Bartholomew Teyab | 552   | Kyaw Sein           | 550   |
| Súng ngắn tiêu chuẩn đồng đội         | Thái Lan                | 2.190 pts     | Philippines       | 2.120 | Singapore           | 2.056 |
|                                       |                         |               |                   |       |                     |       |
| Súng ngắn bắn nhanh 25 mét cá nhân    | Nathaniel Padilla       | 585 pts       | Vit Chaikittikorn | 581   | David Hor Tuck Wah  | 577   |
| Súng ngắn bắn nhanh 25 mét đồng đội   | Thái Lan                | 2.298 pts     | Philippines       | 2.270 | Singapore           | 2.230 |
|                                       |                         |               |                   |       |                     |       |
| Súng trường nhỏ tự do 50 mét cá nhân  | Padet Vejsavarn         | 591 pts       | Mohd Nor          | 587   | Mansor Shaher       | 586   |
| Súng trường nhỏ tự do 50 mét đồng đội | Thái Lan                | 2.341 pts     | Singapore         | 2.329 | Philippines         | 2.321 |
|                                       |                         |               |                   |       |                     |       |
| Bắn đĩa bay kiểu Skeet cá nhân        | Peter Lee               | 187 pts       | Pichit Burapavong | 187   | Ong Tai Hong        | 181   |
| Bắn đĩa bay kiểu Skeet đồng đội       | Malaysia                | 539           | Thái Lan          | 534   | Singapore           | 531   |
|                                       |                         |               |                   |       |                     |       |
| Bắn đĩa bay kiểu Trap cá nhân         | Manuel Verzosa Valdes   | 183 pts (rec) | Lee Kum Cheok     | 181   | Dipya Ongkollugsana | 181   |
| Bắn đĩa bay kiểu Trap đồng đội        | Singapore               | 539           | Philippines       | 534   | Indonesia           | 531   |

### Nữ
| Nội dung                        | Vàng                 | Vàng            | Bạc             | Bạc   | Đồng              | Đồng  |
| ------------------------------- | -------------------- | --------------- | --------------- | ----- | ----------------- | ----- |
| Súng ngắn hơi 10 mét cá nhân    | Tarunee Thientitihus | 378 pts (rec)   | Lely Sampurno   | 376   | Khatijah Surattee | 365   |
| Súng ngắn hơi 10 mét đồng đội   | Thái Lan             | 1.108 pts       | Indonesia       | 1.098 | Malaysia          | 1.058 |
|                                 |                      |                 |                 |       |                   |       |
| Súng trường hơi 10 mét cá nhân  | Thiranun Jinda       | 370 pts (rec)   | Arminda Vallejo | 367   | Sri Suharti       | 360   |
| Súng trường hơi 10 mét đồng đội | Thái Lan             | 1.099 pts (rec) | Philippines     | 1.082 | Indonesia         | 1.056 |

## Bảng huy chương
| Hạng               | Đoàn               | Vàng | Bạc | Đồng | Tổng số |
| ------------------ | ------------------ | ---- | --- | ---- | ------- |
| 1                  | Thái Lan (THA)     | 16   | 5   | 1    | 22      |
| 2                  | Malaysia (MAS)     | 3    | 1   | 4    | 8       |
| 3                  | Philippines (PHI)  | 2    | 9   | 5    | 16      |
| 4                  | Singapore (SIN)    | 2    | 3   | 7    | 12      |
| 5                  | Indonesia (INA)    | 0    | 5   | 5    | 10      |
| 6                  | Myanmar (MYA)      | 0    | 0   | 1    | 1       |
| Tổng số (6 đơn vị) | Tổng số (6 đơn vị) | 23   | 23  | 23   | 69      |